# Renault Symbioz
Renault Symbioz — компактний кросовер (С-сегмент) французького виробника Renault.  Це подовжена версія Captur, побудована на платформі CMF-B HS, яка використовується спільно з Renault Clio та Nissan Juke.

## Огляд

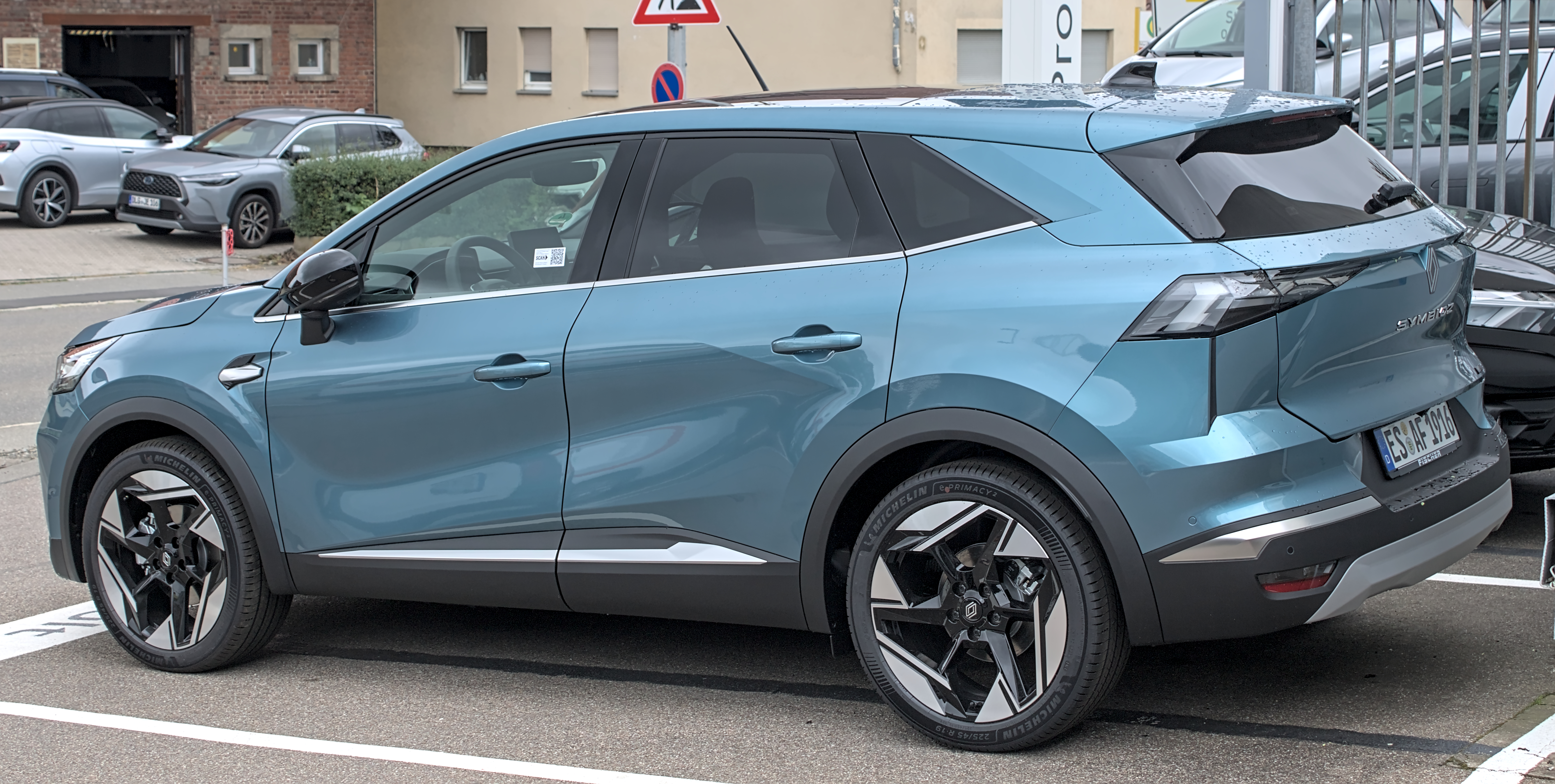
Вид ззаду

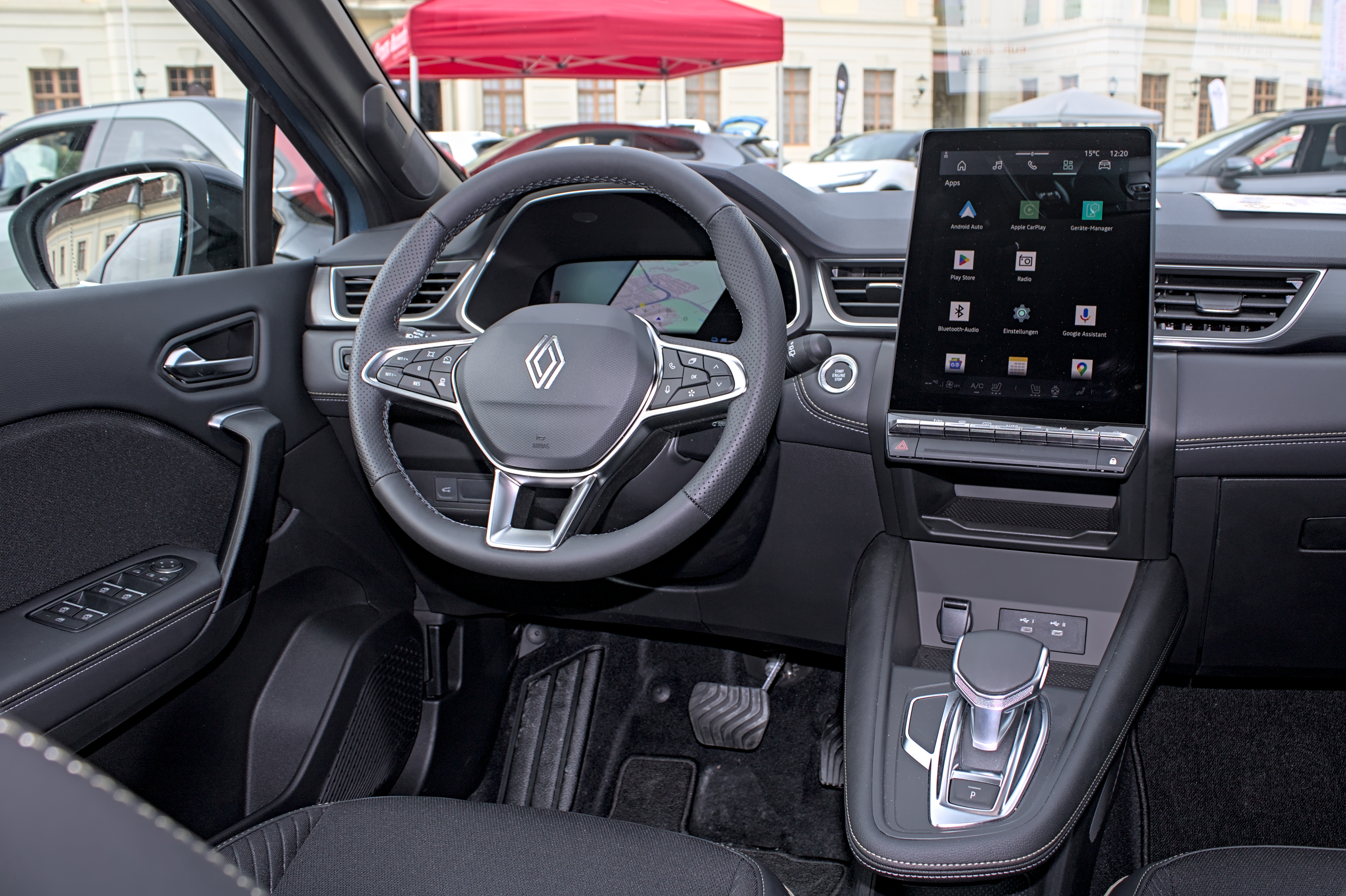

Symbioz був анонсований виробником 8 лютого 2024 року, а пізніше був представлений 2 травня.  Він отримав назву від грецького слова «symbiosis», що перекладається як «жити разом», а також від непов'язаного однойменного концепт-кара, який був представлений на Франкфуртському автосалоні 2017 року.

### Двигуни
- 1.5 H4M I4 гібрид 145 к.с

## Mitsubishi Grandis
Тизери відродженого Grandis на базі Renault Symbioz були представлені 18 лютого 2025 року. Його було представлено 2 липня 2025 року.